# Лі Цзіньюй (футболіст)
Лі Цзіньюй (кит.: 李金羽, нар. 6 липня 1977, Шеньян) — китайський футболіст, що грав на позиції нападника. По завершенні ігрової кар'єри — тренер. З 2016 року входить до тренерського штабу клубу «Шицзячжуан Евер Брайт».
Виступав, зокрема, за клуби «Ляонін Хувін» та «Шаньдун Лунен», а також національну збірну Китаю.

## Клубна кар'єра
Народився 6 липня 1977 року в місті Шеньян. Вихованець футбольної школи клубу «Шеньчжень Піньань», після чого став гравцем клубу «Ляонін Хувін».
1999 року недовго на правах оренди захищав кольори французького «Нансі», але не зміг закріпитися в команді, тому повернувся в «Ляонін Хувін». Там він відразу показав свій потенціал і став основним гравцем команди, яка була близька до завоювання чемпіонського титулу в 1999 році. У 2002 році він завоював свій перший Золотий бутс, проте за весь свій час з «Ляонін» він виграв лише один клубний трофей — Суперкубок Китаю 1999 року, відігравши увесь матч.
На початку 2004 року Лі перейшов до клубу «Шаньдун Лунен» за 4,9 млн юанів, що на той час зробило його найдорожчим гравцем в історії китайського футболу. Він відразу ж став основним гравцем команди і в кінці сезону допоміг їй виграти Кубок Китайської футбольної асоціації і Кубок Китайської Суперліги. Сезон 2006 року був ще більш успішним, Лі виграв чемпіонський титул, Кубок Китаю і Золотий бутс. У сезоні 2007 року він офіційно став найкращим бомбардиром в історії ліги, побивши рекорд Хао Хайдуна, проте він не зміг допомогти «Шаньдуну» завоювати чемпіонський титул. У наступному сезоні результативність Лі впала, він забив лише шість м'ячів, тим не менш він виграв ще один чемпіонський титул. До сезону 2010 року Лі випав з основи, проте він знову виграв чемпіонат, після чого в кінці року вирішив піти у відставку.

## Виступи за збірні
У 1997 році у складі молодіжної збірної Китаю Лі взяв участь у молодіжному чемпіонаті світу в Малайзії, де забив гол, але команда не вийшла з групи.
1 лютого 1997 року дебютував в офіційних іграх у складі національної збірної Китаю в товариському матчі проти США (1:1). У підсумку він став основним гравцем китайської збірної і брав участь з нею в декількох невдалих відбіркових етапах до чемпіонатів світу. Його найбільшим досягненням було срібло на домашньому Кубку Азії 2004. Лі був ключовим гравцем команди, яка дійшла до фіналу і поступилася там Японії з рахунком 3:1. 
Коли Китай грав матчі відбору до Кубка Азії 2007 року, головний тренер Чжу Гуанху перестав викликати його в команду для участі в турнірі. Він вважав, що рівень гри Лі недостатньо високий, щоб включити його до складу збірної. Останній матч за збірну провів 28 січня 2008 року в товариській грі проти Сирії (2:1). Всього протягом кар'єри у національній команді, яка тривала 12 років, провів у її формі 70 матчів, забивши 24 голи.

## Кар'єра тренера
Лі почав тренерську кар'єру у січні 2011 року, ставши помічником головного тренера жіночої збірної Китаю Лі Сяопена. Втім того ж року після невдалої кваліфікації на Олімпійські ігри Сяопен був звільнений і Цзіньюй покинув збірну разом з ним. Натомість на початку 2012 року Цзіньюй увійшов до тренерського штабу клубу «Шеньян Чжунцзе». 13 травня 2013 року він був призначений на пост головного тренера клубу, замінивши Лю Чжицая, який був звільнений з клубу в той же день після серії поганих результатів.
22 січня 2016 року увійшов до тренерського штабу футбольного клубу «Шицзячжуан Евер Брайт». 15 липня 2016 року після звільнення з поста головного тренера Ясена Петрова став виконуючим обов'язки головного тренера, пробувши на посаді до 7 листопада того ж року.
У червні 2017 року недовго був виконуючим обов'язки головного тренера «Цзянсу Сунін» після звільнення Чхве Йон Су 2 червня і до призначення Фабіо Капелло 11 червня.

## Досягнення
- Чемпіон Китаю: 2006, 2008, 2010
- Володар Кубка Китаю: 2004, 2006
- Володар Кубка Китайської Суперліги: 2004
- Володар Суперкубка Китаю: 1999
- Найкращий бомбардир чемпіонату Китаю: 2002, 2006, 2007

Збірні
- Бронзовий призер Азійських ігор: 1998
- Срібний призер Кубка Азії: 2004
- Переможець Кубка Східної Азії: 2005